# 訃報 2016年3月
訃報 2016年3月（ふほう 2016ねん3がつ）では、2016年3月に物故した、又は物故が報じられた人物についてまとめる。

## （1日 - 15日）

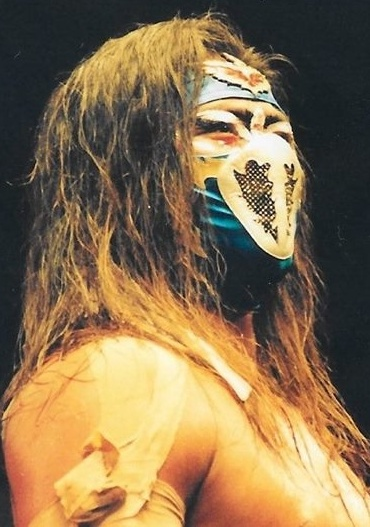
ハヤブサ／3月3日没

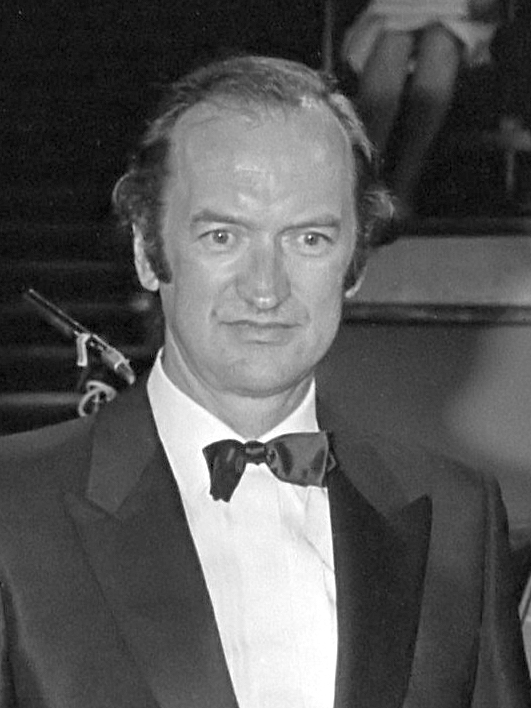
ニコラウス・アーノンクール／3月5日没

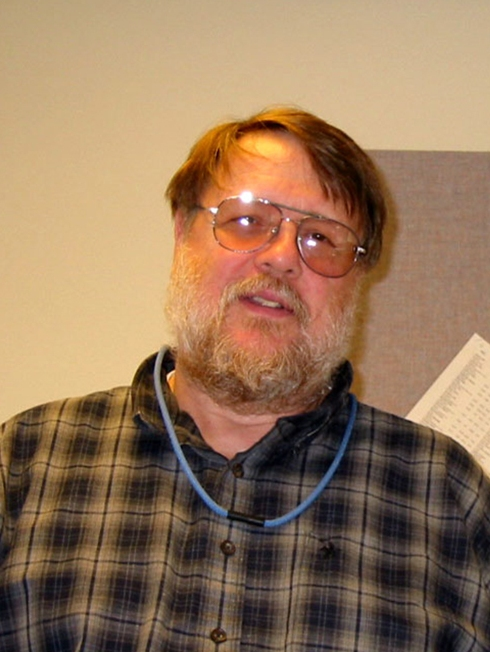
レイ・トムリンソン／3月5日没

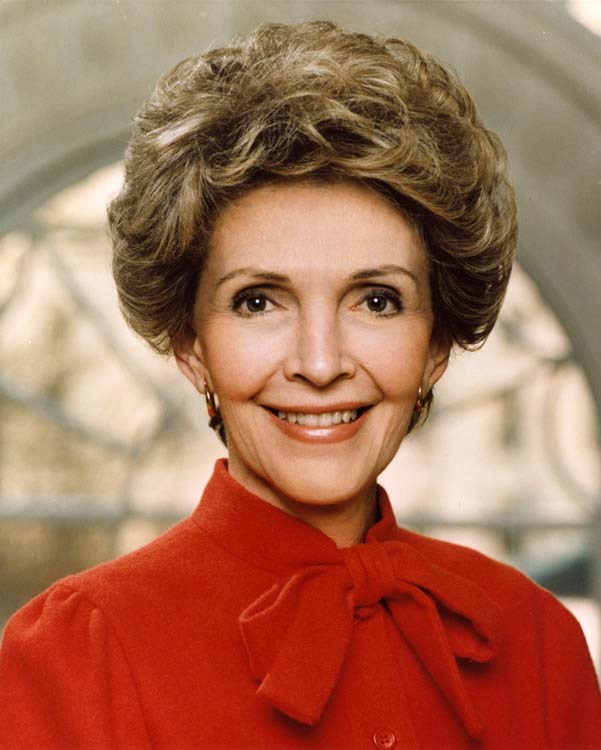
ナンシー・レーガン／3月6日没

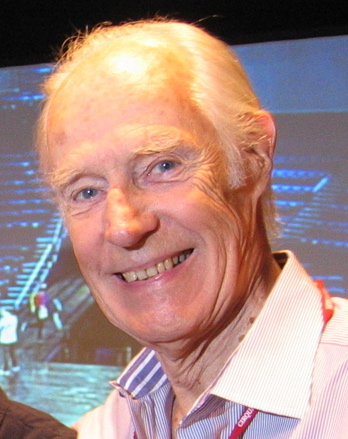
ジョージ・マーティン／3月8日没

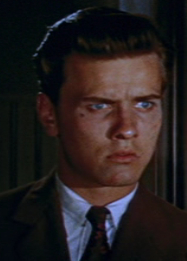
リチャード・ダヴァロス／3月8日没

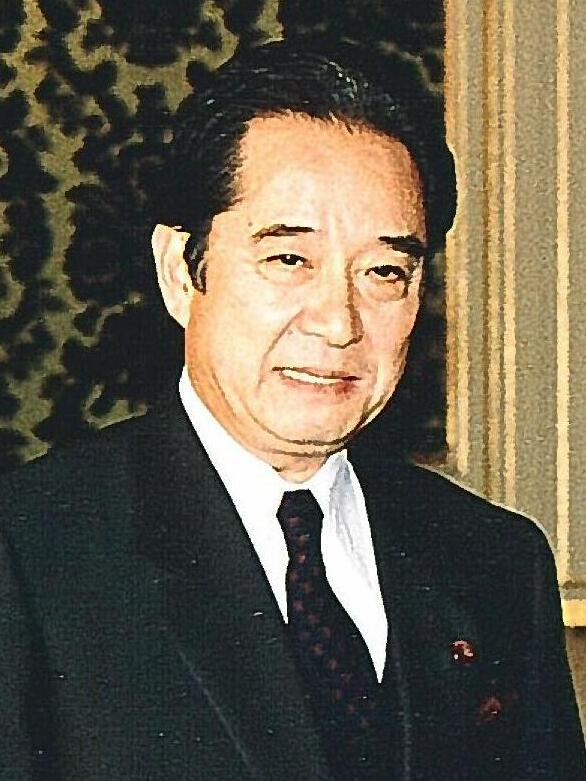
大内啓伍／3月9日没

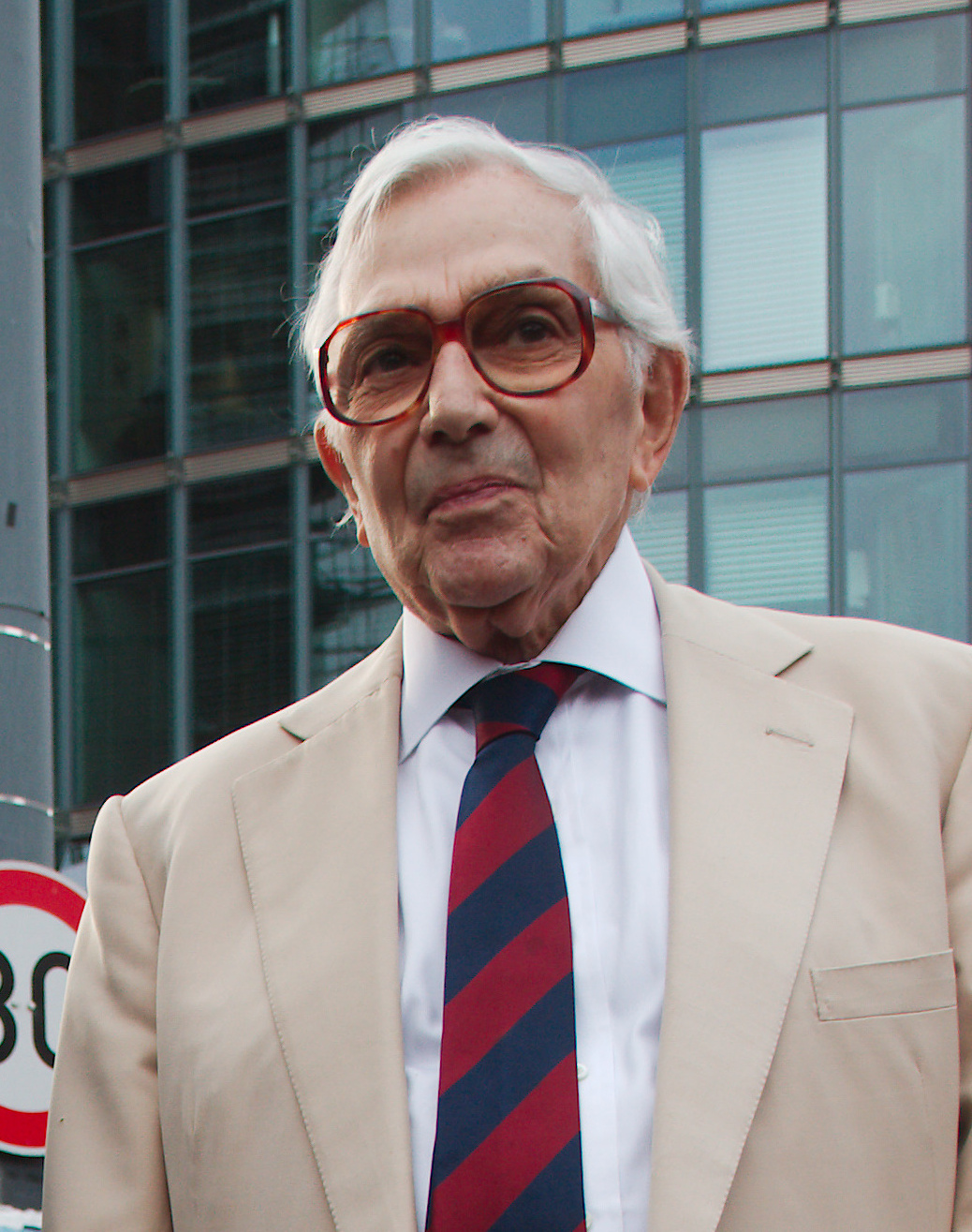
ケン・アダム／3月10日没

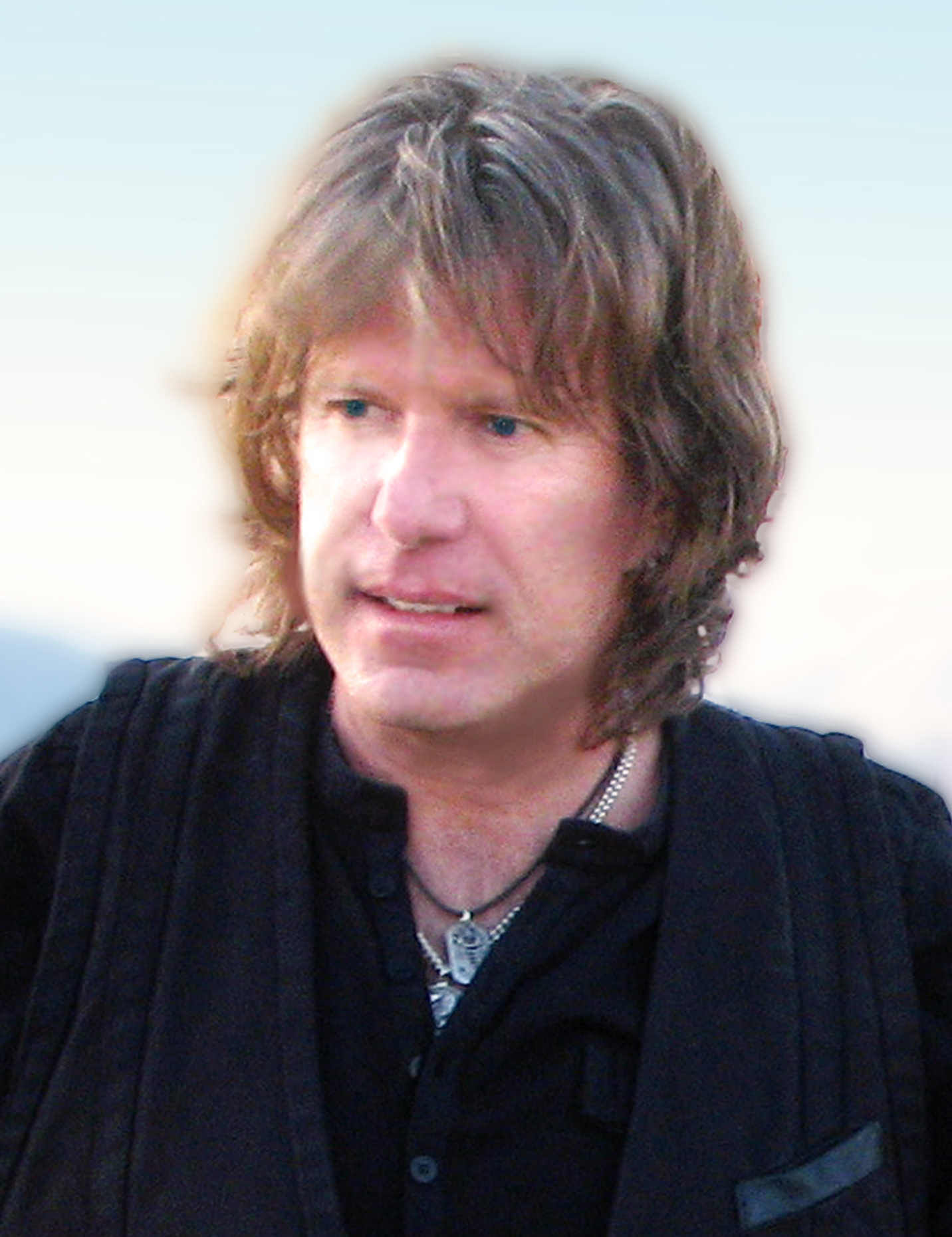
キース・エマーソン／3月10日没

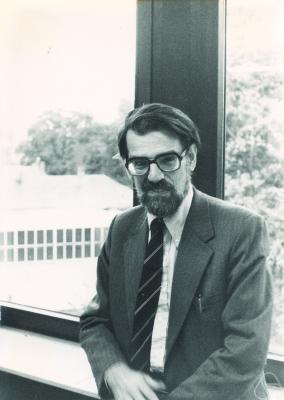
ロイド・シャープレー／3月12日没

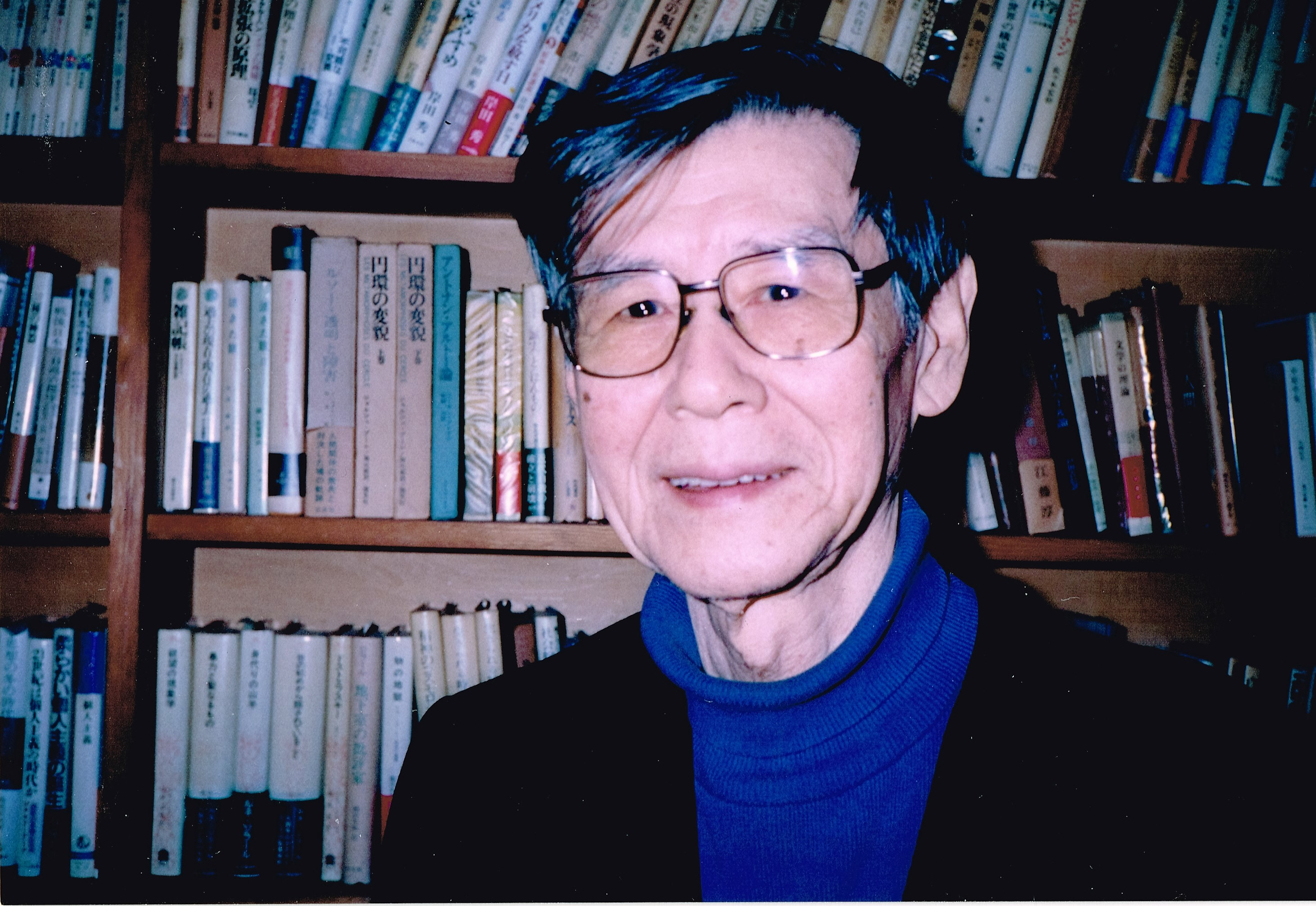
作田啓一／3月15日没

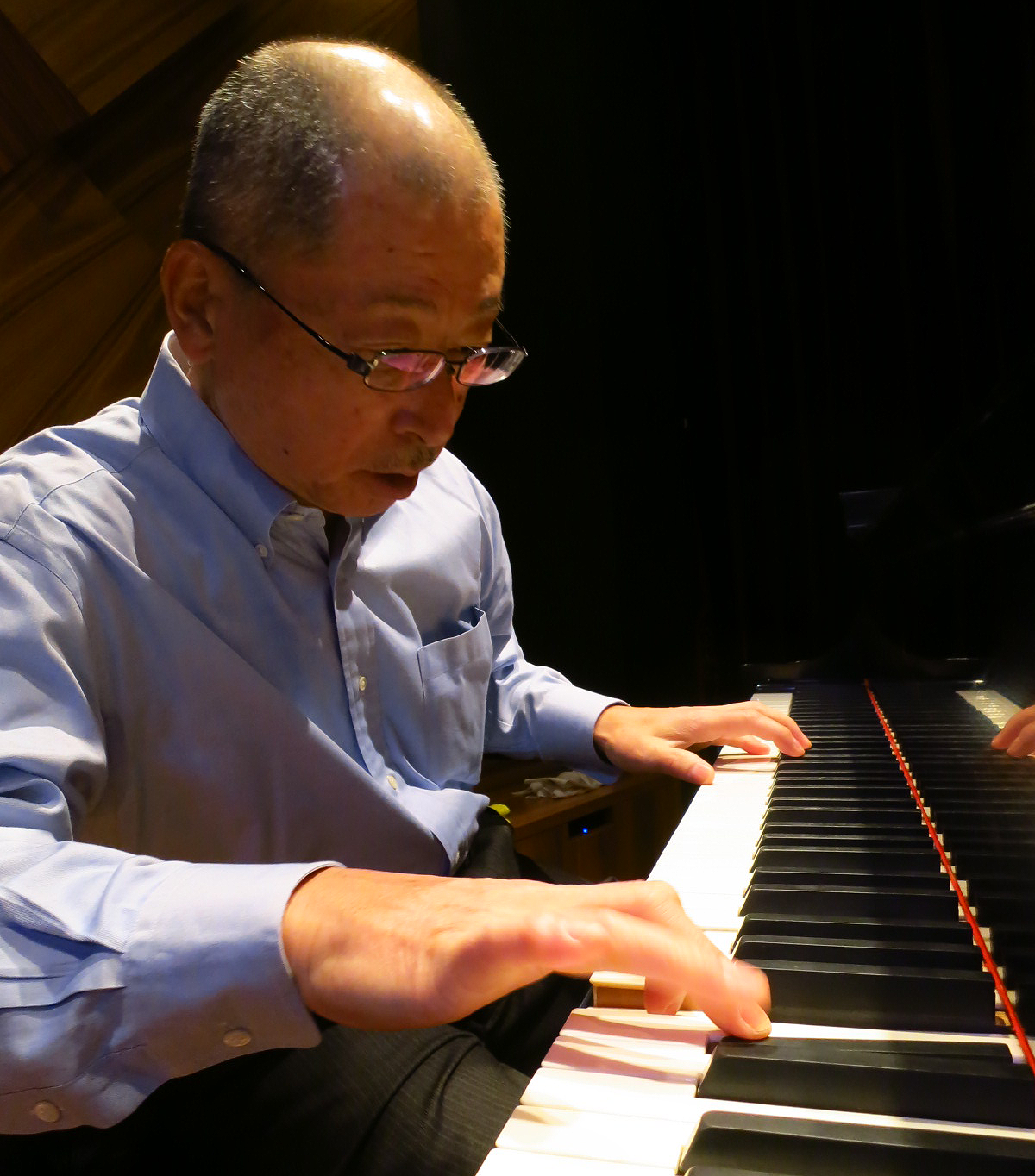
福居良／3月15日没

- 3月1日 - 三浦道雄、日本の農学者、宮崎大学名誉教授（* 1928年?）[1]
- 3月1日 - 樋口直嗣、日本の政治家、元岐阜県春日村長（* 1936年?）[2]
- 3月1日 - 岩崎悦久、日本の実業家、マミーマート会長（* 1940年）[3]
- 3月2日 - 市川博邦、日本の実業家、元象印マホービン社長（* 1931年）[4]
- 3月2日 - 寺田緑郎、日本の撮影監督（* 1963年）[5]
- 3月3日 - タナット・コーマン（英語版）、タイの政治家、元外務大臣（* 1914年）[6]
- 3月3日 - ロード・ブレアース、イギリス出身の元プロレスラー、初代PWF会長（* 1923年）[7][8]
- 3月3日 - 杉本修一、日本の実業家、元京都精華大学理事長（* 1939年）[9]
- 3月3日 - ハヤブサ、日本のプロレスラー（* 1968年）[10]
- 3月4日 - 沢田一精、日本の政治家、元自由民主党参議院議員、元熊本県知事（* 1921年）[11]
- 3月4日 - 宮田亮、日本の実業家、元東海ゴム工業社長（* 1934年）[12]
- 3月4日 - パット・コンロイ（英語版）、アメリカ合衆国の小説家（* 1945年）[13]
- 3月5日 - 飯高英之助、日本の実業家、元東海汽船社長（* 1924年?）[14]
- 3月5日 - 高木丈太郎、日本の実業家、元三菱地所社長（* 1927年）[15]
- 3月5日 - ニコラウス・アーノンクール、オーストリアの指揮者、チェロ奏者（* 1929年）[16]
- 3月5日 - 許文道、韓国の政治家、元統一相（* 1940年）[17]
- 3月5日 - レイ・トムリンソン、アメリカ合衆国のプログラマ（* 1941年）[18]
- 3月6日 - ナンシー・レーガン、アメリカ合衆国大統領ロナルド・レーガンの妻、アメリカ合衆国のファーストレディ（* 1921年）[19]
- 3月6日 - 多湖輝、日本の心理学者、千葉大学名誉教授（* 1926年）[20]
- 3月7日 - 鳥宮暁秀、日本の書家、毎日書道展審査会員（* 1939年）[21]
- 3月7日 - 木下恭輔、日本の実業家、元アコム社長（* 1940年）[22]
- 3月8日 - 三島哲男、日本の実業家、三島食品創業者（* 1917年）[23]
- 3月8日 - ジョージ・マーティン、イギリスの音楽プロデューサー（* 1926年）[24]
- 3月8日 - リチャード・ダヴァロス、アメリカ合衆国の俳優（* 1930年）[25]
- 3月8日 - 前田正二、日本の高校教諭、アナウンサー、元IBC岩手放送アナウンサー（* 1936年）[26]
- 3月8日 - 出口順得、日本の宗教家、四天王寺第110世管長（* 1937年）[27]
- 3月8日 - 高平公嗣、日本の政治家、前富山県議会議長（* 1947年）[28]
- 3月9日 - 寄木正敏、日本の実業家、元月島機械会長（* 1923年）[29]
- 3月9日 - 大内啓伍、日本の政治家、元衆議院議員【民社党・自由連合・自由民主党所属】、第7代民社党委員長、第76代・第77代厚生大臣（* 1930年）[30]
- 3月9日 - 吉田勝豊、日本のプロ野球選手【東映フライヤーズ・読売ジャイアンツ・西鉄ライオンズ所属】（* 1935年）[31]
- 3月10日 - ケン・アダム、イギリスの美術監督（* 1921年）[32]
- 3月10日 - キース・エマーソン、イギリスのキーボーディスト、「エマーソン・レイク・アンド・パーマー」メンバー（* 1944年）[33]
- 3月10日 - 聖日出夫、日本の漫画家（* 1946年）[34]
- 3月12日 - 松井哲夫、日本の経済学者、名古屋市立大学名誉教授（* 1921年?）[35]
- 3月12日 - ロイド・シャープレー、アメリカ合衆国の経済学者・数学者、カリフォルニア大学ロサンゼルス校名誉教授、ノーベル経済学賞受賞者（* 1923年）[36]
- 3月12日 - 新土光夫、日本の政治家、元香川県飯山町長（* 1927年?）[37]
- 3月12日 - 黄霊芝、台湾の作家・彫刻家（* 1928年）[38]
- 3月12日 - 豊永米雄、日本の政治家、元福岡県大平村長（* 1930年?）[39]
- 3月12日 - 橋本綱夫、日本の実業家、元ソニー副会長、元ソニー生命保険会長（* 1932年）[40]
- 3月12日 - 毛利敏彦、日本の歴史学者、大阪市立大学名誉教授（* 1932年）[41]
- 3月12日 - 高谷好一、日本の生態学者、滋賀県立大学・京都大学名誉教授（* 1934年）[42]
- 3月12日 - 広田正敏、日本のフランス文学者、神戸大学名誉教授（* 1936年）[43]
- 3月13日 - 上田正昭、日本の歴史学者、京都大学名誉教授（* 1927年）[44]
- 3月13日 - 出目昌伸、日本の映画監督（* 1932年）[45]
- 3月13日 - 新宮松比古、日本の政治家、元福岡県議会議長（* 1938年）[46]
- 3月14日 - 横内利治、日本の実業家、元大成建設副社長（* 1926年）[47]
- 3月15日 - 作田啓一、日本の社会学者、京都大学名誉教授（* 1922年）[48]
- 3月15日 - 河辺進、日本の実業家、元三共副社長（* 1923年）[49]
- 3月15日 - 松橋久太郎、日本の政治家、元秋田県森吉町長（* 1926年?）[50]
- 3月15日 - 福居良、日本のジャズピアニスト（* 1948年）[51]

## （16日 - 31日）

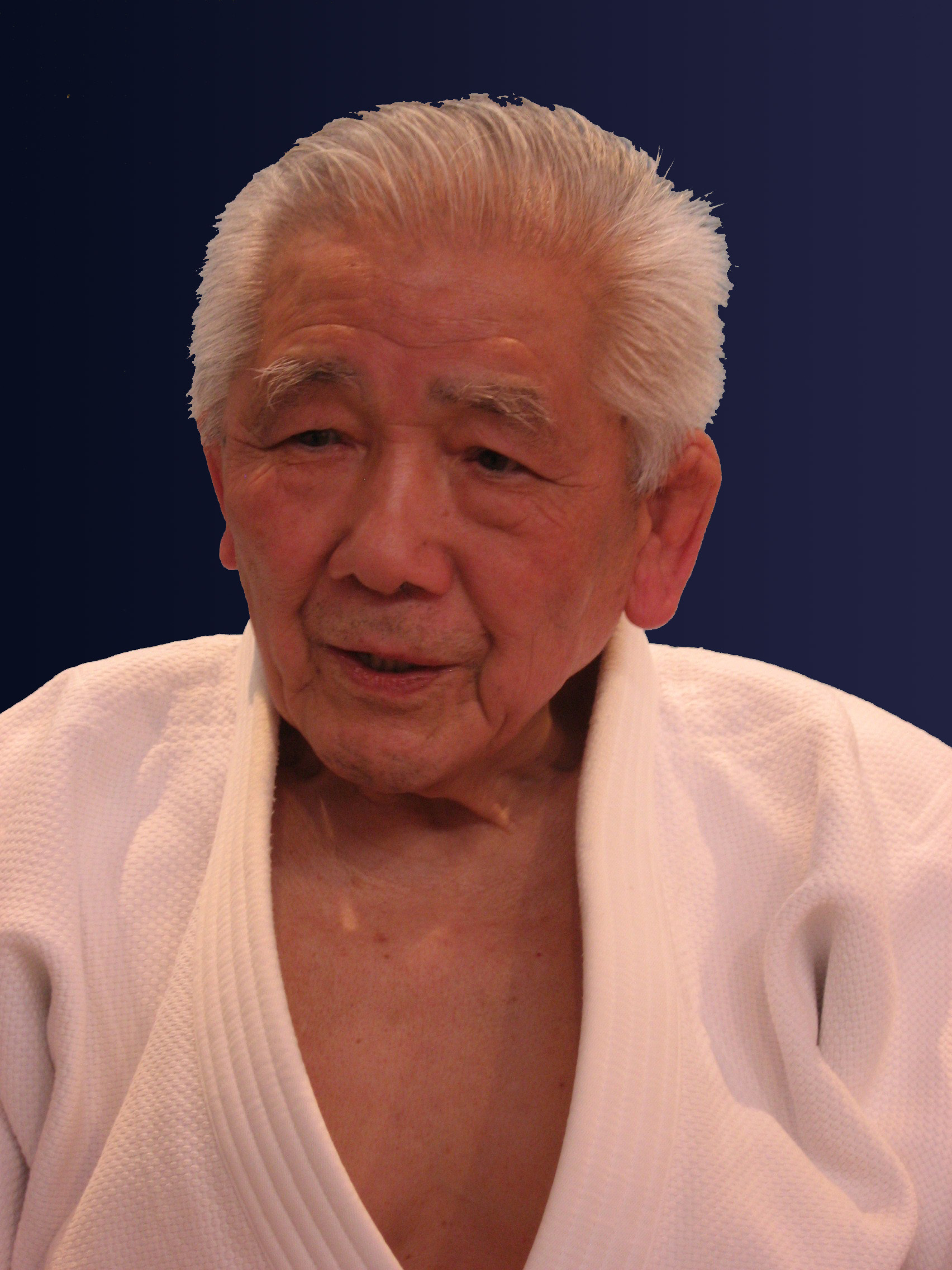
粟津正蔵／3月17日没

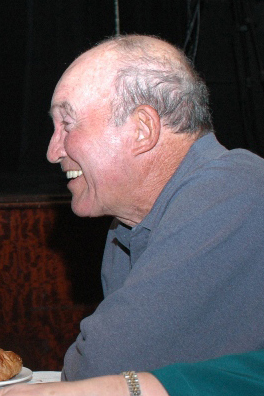
ジョー・サントス／3月18日没

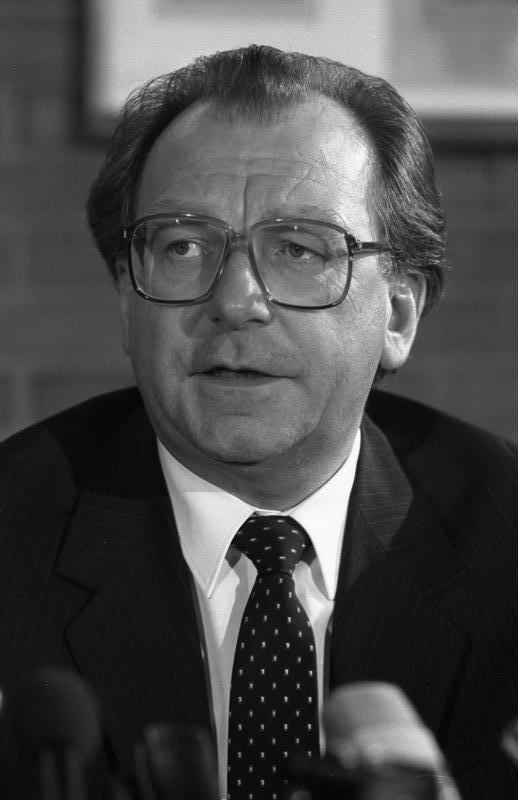
ロタール・シュペート／3月18日没

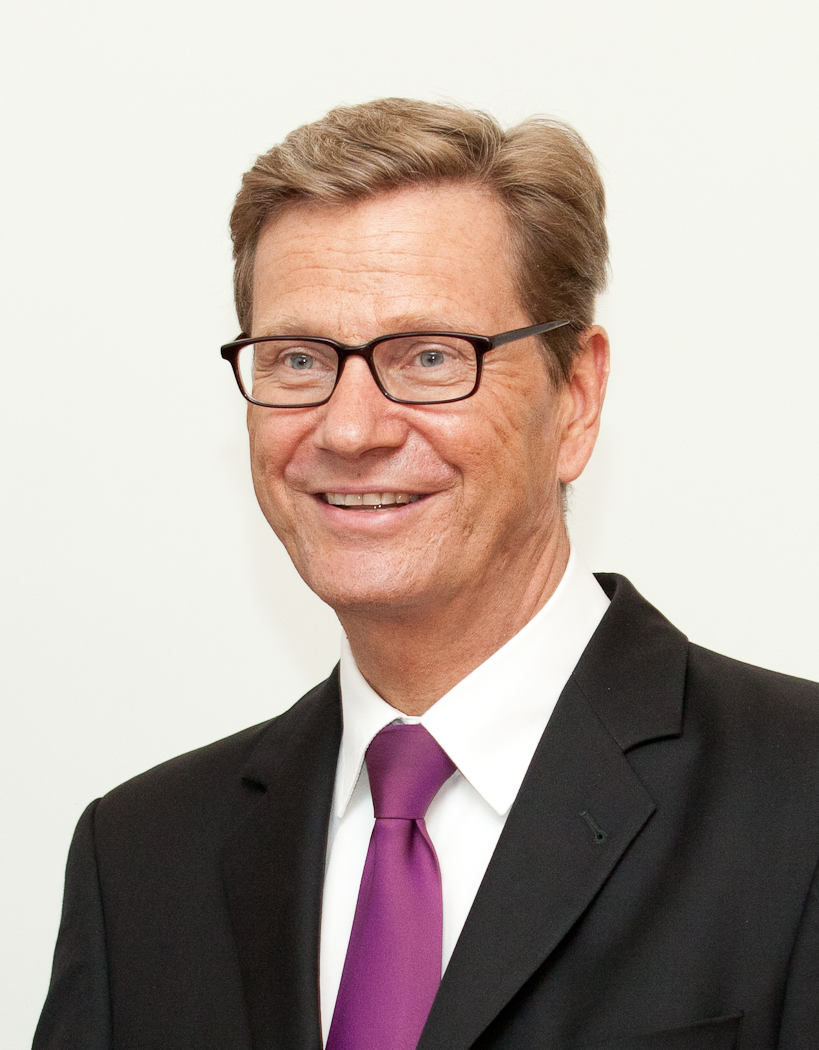
ギド・ヴェスターヴェレ／3月18日没

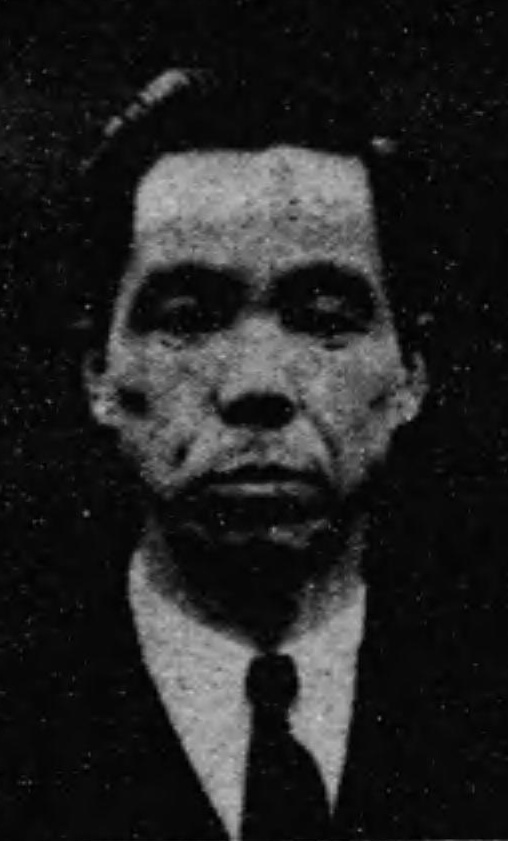
吉田安／3月21日没

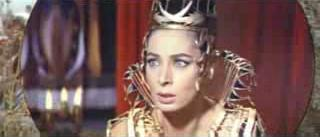
リタ・ガム／3月22日没

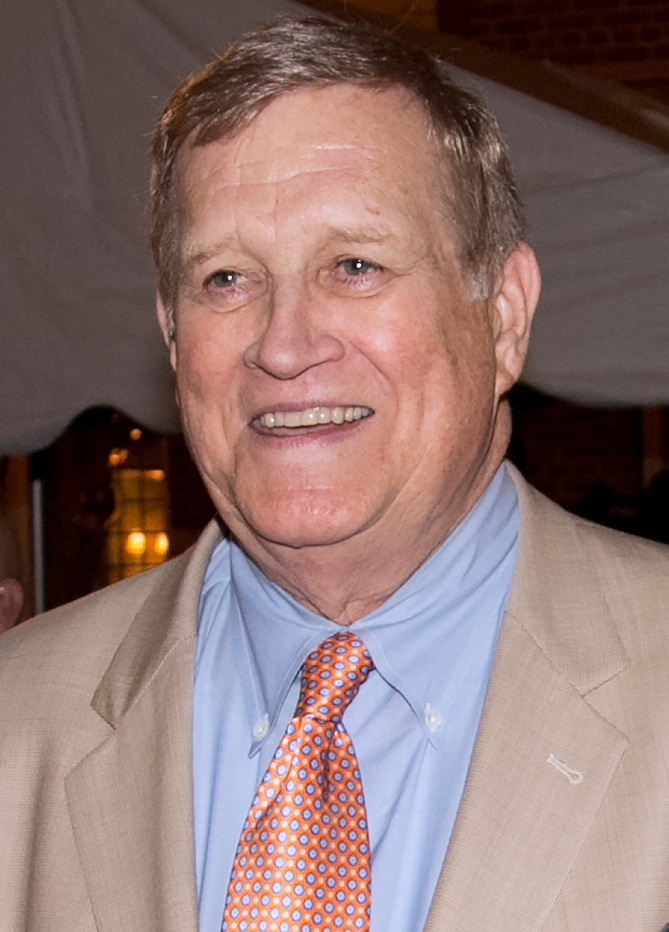
ケン・ハワード／3月23日没

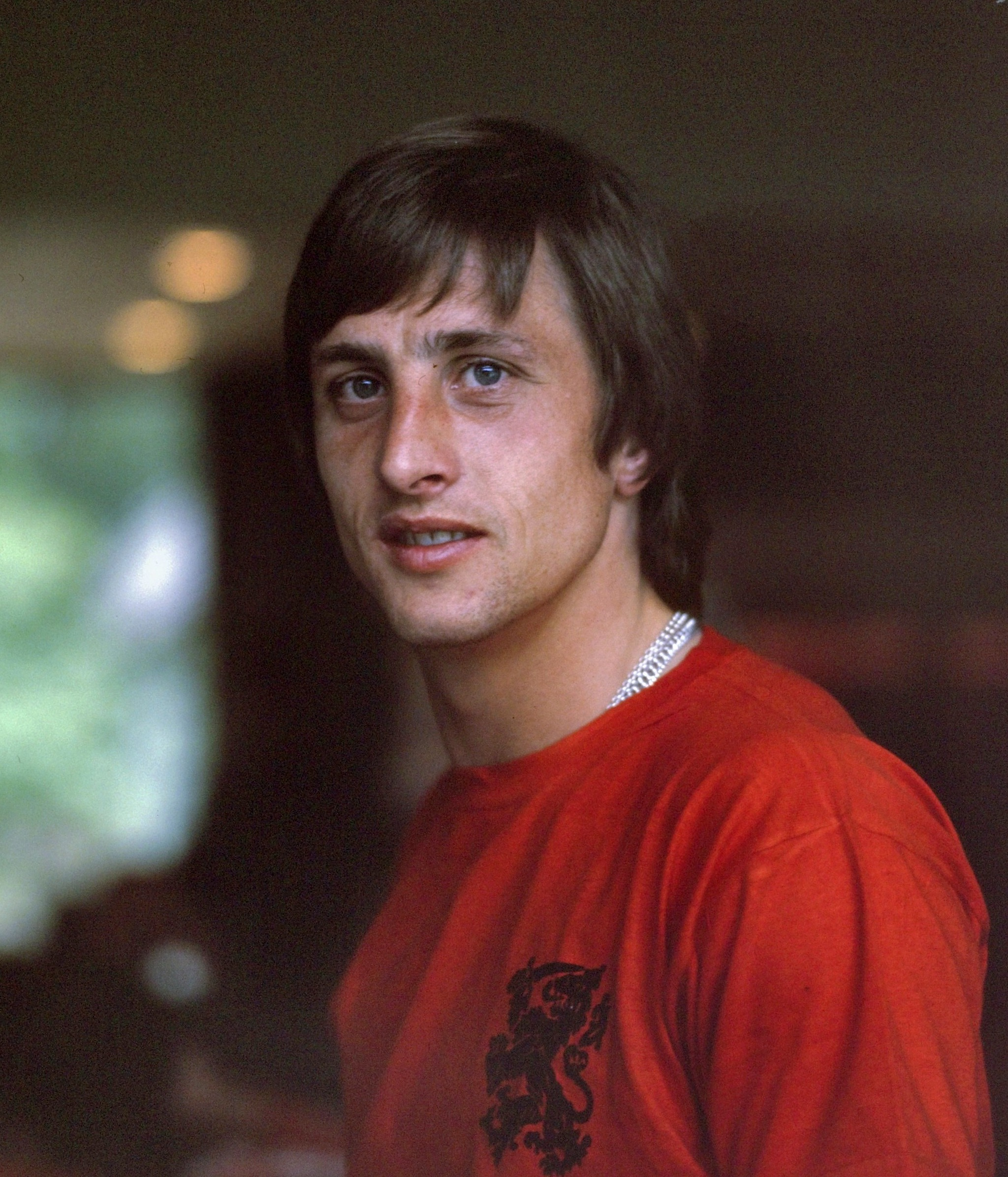
ヨハン・クライフ／3月24日没

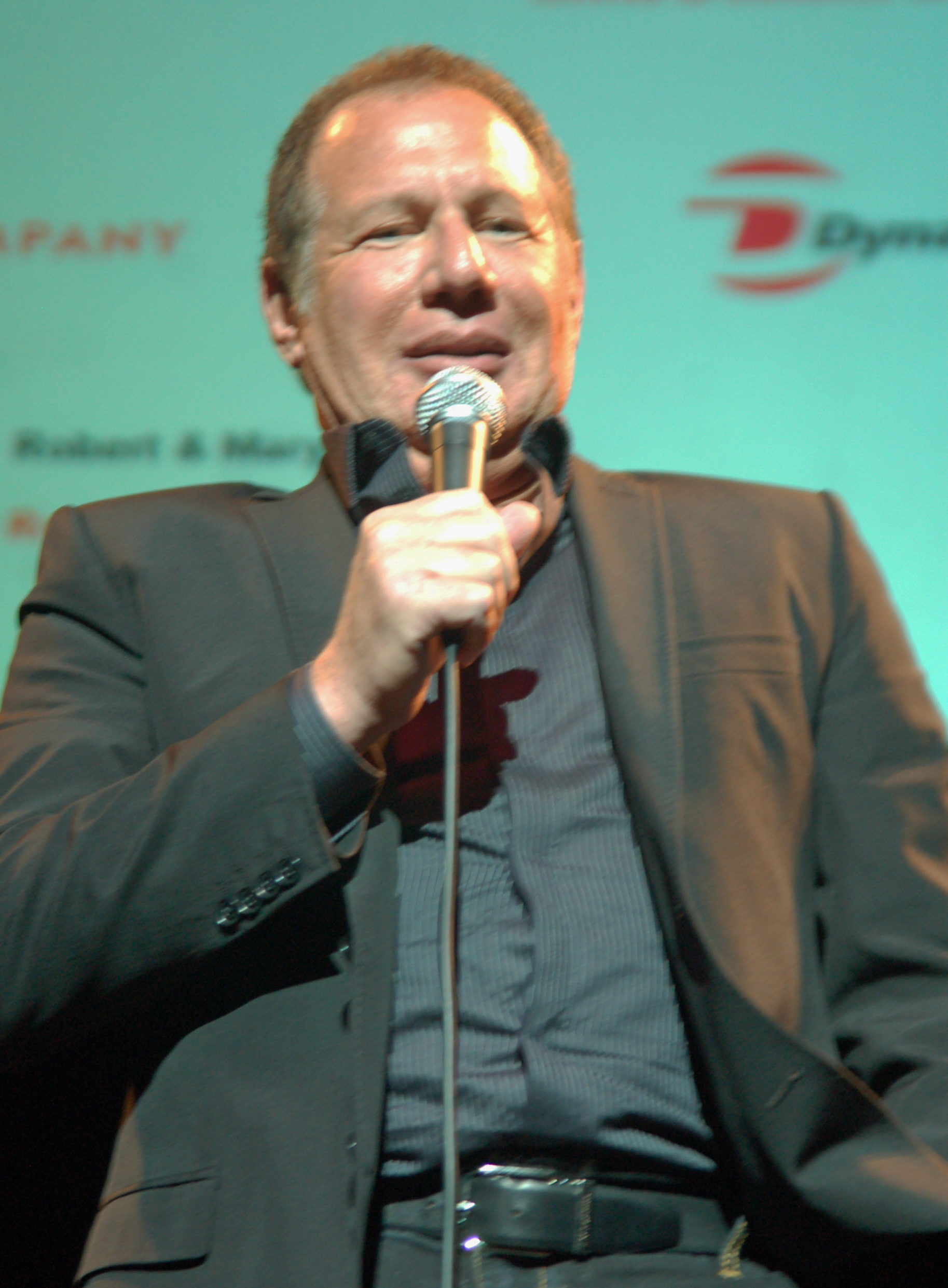
ギャリー・シャンドリング／3月24日没

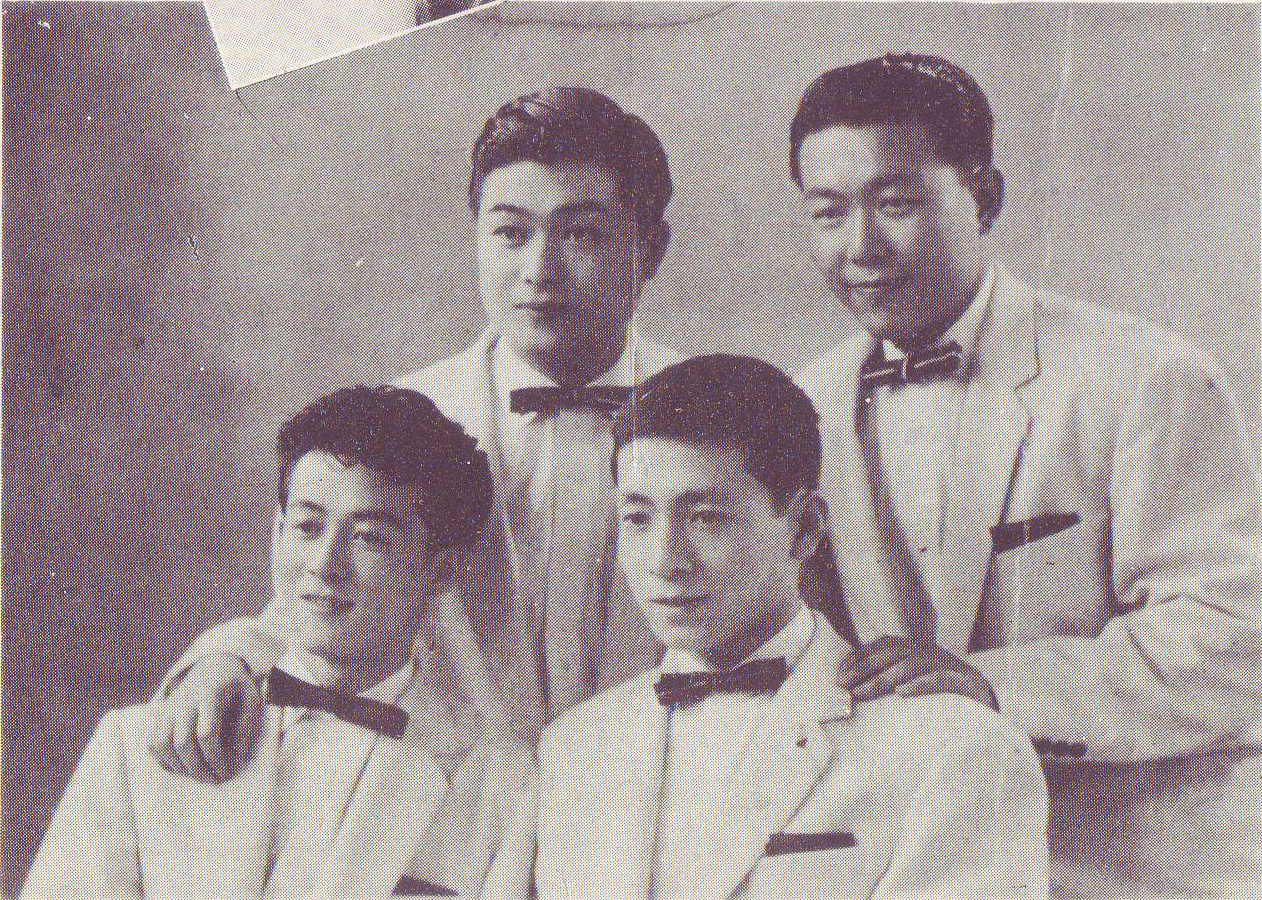
喜早哲（後列左）／3月26日没

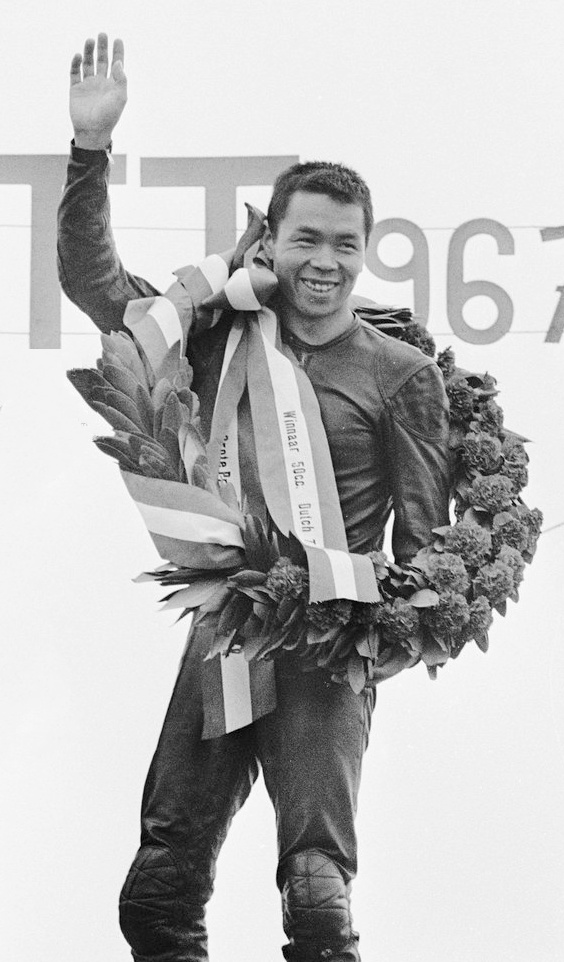
片山義美／3月26日没

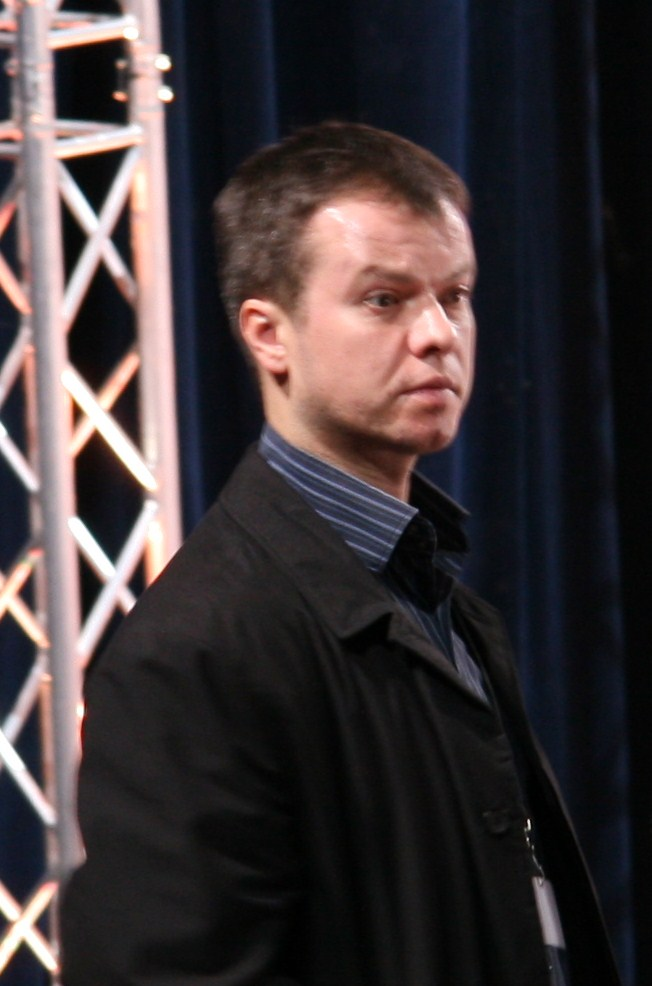
イゴール・パシケビッチ／3月26日没

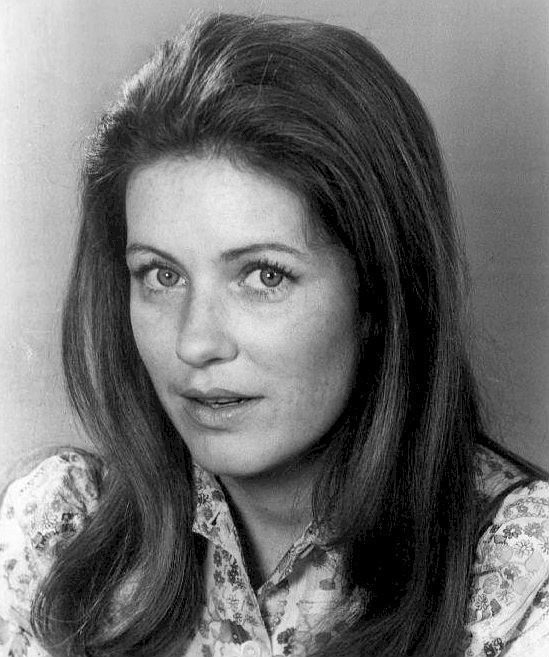
パティ・デューク／3月29日没

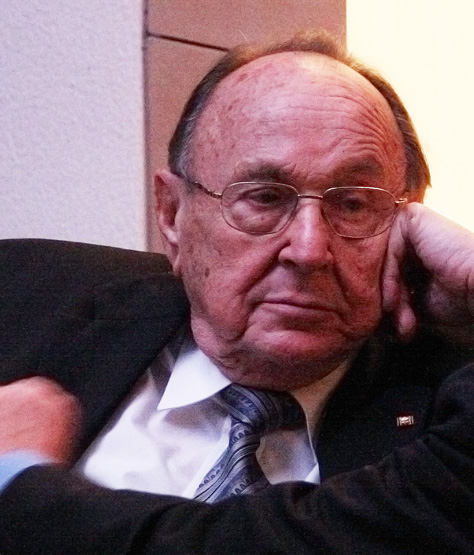
ハンス＝ディートリヒ・ゲンシャー／3月31日没

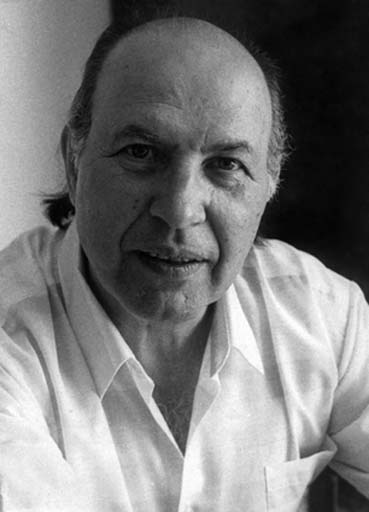
ケルテース・イムレ／3月31日没

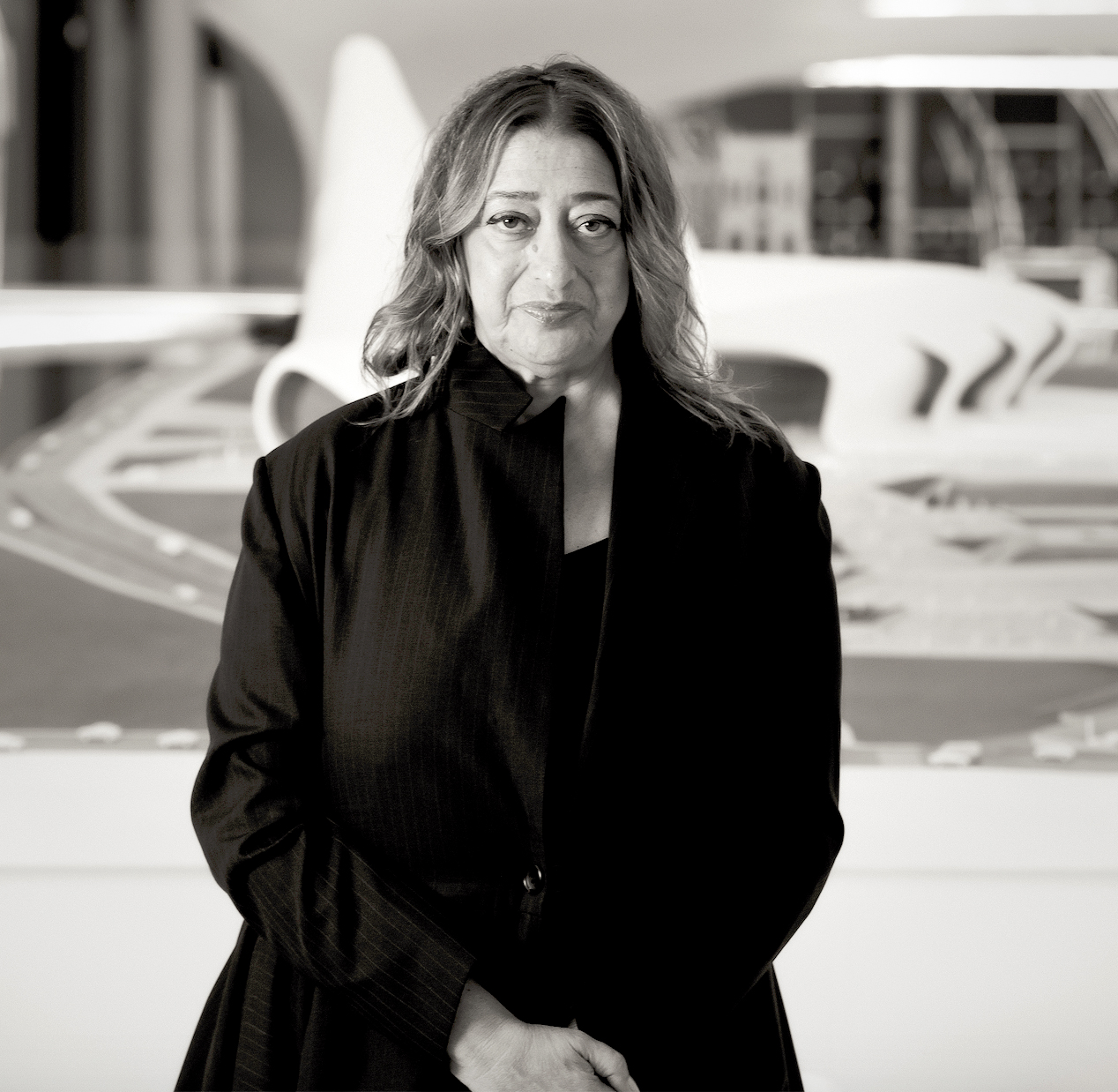
ザハ・ハディッド／3月31日没

- 3月16日 - アレクサンドル・エセーニン＝ヴォーリピン、ソビエト連邦（ロシア）出身のアメリカ合衆国の詩人（* 1924年）[52]
- 3月16日 - 朝倉昌、日本の生物学者、名古屋大学名誉教授（* 1928年）[53]
- 3月16日 - 掘越弘毅、日本の微生物学者、東京工業大学名誉教授（* 1932年）[54]
- 3月16日 - 山口博續、日本の政治家、前福島県西会津町長（* 1935年）[55]
- 3月16日 - 中島富雄、日本の実業家、前大光銀行頭取（* 1941年）[56]
- 3月16日 - 佐々木弘文、日本の政治家、元青森県藤崎町長（* 1947年）[57]
- 3月16日 - 近藤勲公、日本の小説家（* 1958年）[58]
- 3月17日 - 粟津正蔵、日本の柔道家（* 1923年）[59]
- 3月17日 - 鴻常夫、日本の法学者、弁護士、東京大学名誉教授（* 1924年）[60]
- 3月17日 - 上笹恒、日本の心理学者、筑波大学名誉教授（* 1937年）[61]
- 3月17日 - 時田史郎、日本の実業家、元福音館書店社長（* 1943年）[62]
- 3月17日 - 白岡順、日本の写真家（* 1944年）[63]
- 3月17日 - 横町慶子、日本の女優（* 1967年）[64]
- 3月18日 - 猪城博之、日本の哲学者、九州大学名誉教授（* 1921年）[65]
- 3月18日 - 伊夫貴直彰、日本の政治家、元滋賀県議会議長（* 1923年?）[66]
- 3月18日 - ジョー・サントス、アメリカ合衆国の俳優（* 1931年）[67]
- 3月18日 - ロタール・シュペート、ドイツの政治家、実業家、ドイツ連邦共和国参議院元議長（* 1937年）[68]
- 3月18日 - ギド・ヴェスターヴェレ、ドイツの政治家、元外務大臣（* 1961年）[69]
- 3月19日 - 加藤馨、日本の実業家、カトー電気販売社長、ケーズホールディングス名誉会長（* 1917年）
- 3月19日 - 加藤泰也、日本の検察官、弁護士、元徳島地方検察庁検事正（* 1929年?）[70]
- 3月19日 - 夏樹静子、日本の推理作家（* 1938年）[71]
- 3月19日 - 北島勝也、日本の政治家、元徳島県議会議長（* 1943年）[72]
- 3月19日 - 瀬戸孝太郎、日本の実業家、毎日広告社社長（* 1943年?）[73]
- 3月20日 - アンカー・ヨルゲンセン（英語版）、デンマークの政治家、元首相（* 1922年）[74]
- 3月20日 - 栗原福也、日本の歴史学者、東京女子大学名誉教授（* 1926年）[75]
- 3月21日 - 吉田安、日本の実業家、元道新スポーツ社長（* 1930年?）[76]
- 3月21日 - 4代目江戸家猫八、日本の物真似芸人（* 1949年）[77]
- 3月21日 - 佐野正幸、日本のスポーツライター、ノンフィクション作家（* 1952年）[78]
- 3月21日 - 押目頼昌、日本の数学者、同志社大学教授（* 1956年）[79]
- 3月21日 - 児玉康弘、日本の教育学者、兵庫教育大学教授（* 1958年）[80]
- 3月22日 - 水谷皓一、日本の政治家、元三重県鳥羽市長（* 1920年?）[81]
- 3月22日 - 逢沢英雄、日本の政治家、元自由民主党衆議院議員（* 1926年）[82]
- 3月22日 - リタ・ガム、アメリカ合衆国の女優（* 1927年）[83]
- 3月22日 - あごバリア、日本のゲームクリエイター、小説家（* 生年不詳）[84]
- 3月23日 - 神野三男、日本の実業家、元名古屋鉄道副社長、元名鉄グランドホテル社長（* 1915年）[85]
- 3月23日 - ジョー・ガラジオラ・シニア（英語版）、アメリカ合衆国の元プロ野球選手、アナウンサー（* 1926年）[86]
- 3月23日 - 河原由雄、日本の美術史学者、元奈良国立博物館学芸課長、元愛知県立大学教授（* 1936年）[87]
- 3月23日 - 伊藤良克、日本の政治家、前福岡県糸田町長（* 1937年?）[88]
- 3月23日 - 石橋捷洋、日本の政治家、元千葉県大網白里町長（* 1942年?）[89]
- 3月23日 - ケン・ハワード、アメリカ合衆国の俳優（* 1944年）[90]
- 3月23日 - 小山田いく、日本の漫画家（* 1956年）[91]
- 3月24日 - 三浦康文、日本の政治家、元和歌山県橋本市長（* 1920年?）[92]
- 3月24日 - 横尾肇、日本の実業家、元ヨコオ社長（* 1922年）[93]
- 3月24日 - 内田岱二郎、日本のプラズマ核融合学者、名古屋大学名誉教授、元日本真空技術(現アルバック)副社長（* 1929年）[94]
- 3月24日 - 宮崎一夫、日本のプロ野球選手、アマチュア野球指導者（* 1932年）[95]
- 3月24日 - 渡邊信利、日本の元陸上自衛官、第25代陸上幕僚長（* 1939年）[要出典]
- 3月24日 - ヨハン・クライフ、オランダの元サッカー選手、サッカー指導者（* 1947年）[96][97]
- 3月24日 - ギャリー・シャンドリング、アメリカ合衆国のコメディアン、俳優（* 1949年）[98]
- 3月25日 - 加藤憲曠、日本の俳人（* 1920年）[99]
- 3月25日 - パオロ・ポーリ（英語版）、イタリアの俳優（* 1929年）[100]
- 3月25日 - 相川レイ子、日本の脚本家、演出家、音楽座ミュージカル代表（* 1933年）[101]
- 3月26日 - 喜早哲、日本の声楽家、ダークダックスのメンバー（* 1930年）[102]
- 3月26日 - 中村歌江、日本の歌舞伎俳優（* 1932年）[103]
- 3月26日 - ジム・ハリソン（英語版）、アメリカ合衆国の小説家、詩人（* 1937年）[104]
- 3月26日 - 片山義美、日本のレーシングドライバー（* 1940年）[105]
- 3月26日 - イゴール・パシケビッチ、ロシアのフィギュアスケート選手（* 1971年）[106]
- 3月27日 - 小島金平、日本の実業家、元コジマ社長（* 1926年）[107]
- 3月27日 - 三浦清弘、日本のプロ野球選手【南海ホークスほか所属】（* 1938年）[108]
- 3月27日 - 中村直太郎、日本の俳優（* 1944年）[109]
- 3月28日 - 永田恒治、日本の弁護士（* 1936年）[110]
- 3月28日 - 石田三樹、日本の経済学者、広島大学教授（* 1958年?）[111]
- 3月29日 - 嘉納愛子、日本の声楽家・音楽指導者、相愛大学名誉教授（* 1907年）[112]
- 3月29日 - 藤田和三、日本の政治家、元名古屋市議会議長（* 1927年?）[113]
- 3月29日 - 伊藤幹治、日本の文化人類学者、国立民族学博物館名誉教授（* 1930年）[114]
- 3月29日 - パティ・デューク、アメリカ合衆国の女優（* 1946年）[115]
- 3月31日 - ダグラス・ウィルマー（英語版）、イギリスの俳優（* 1920年）[116]
- 3月31日 - 岩崎正夫、日本の地球科学者、徳島大学名誉教授（* 1922年?）[117]
- 3月31日 - ハンス＝ディートリヒ・ゲンシャー、ドイツの政治家、元外務大臣（* 1927年）[118]
- 3月31日 - 嶋村尚美、日本の政治家、元神奈川県議会議長（* 1927年?）[119]
- 3月31日 - 桑田昭三、日本の教育評論家（* 1928年）[120]
- 3月31日 - ケルテース・イムレ、ハンガリーの小説家（* 1929年）[121]
- 3月31日 - 黒丸幹夫、日本の実業家、元秋田放送会長（* 1934年）[122]
- 3月31日 - 若林貴世志、日本の実業家、元TBS副社長、元横浜ベイスターズオーナー（* 1942年）[123]
- 3月31日 - ザハ・ハディッド、イギリスの建築家（* 1950年）[124]